# Jan Paardekoper
Jan Paardekoper (Purmerend, 10 oktober 1875 - Leeuwarden, 14 februari 1931) was een Nederlands tenor, dirigent en componist.
Hij was zoon van Jan Paardekoper (schoolhoofd) en Jantje Braaksma. Hij was getrouwd met Neeltje Koopman.
Hij kreeg zijn muziekopleiding van J. Kwast, Jan Pieter Groot, Jacob Hooft en aan het Conservatorium van Amsterdam bij Daniël de Lange (solfège en orkestspel), Jean-Baptiste de Pauw (piano en orgel) en Bernard Zweers (compositieleer). Hij werd onder andere organist van de Evangelisch Lutherse Gemeente in Purmerend.
Hij trad in tal van plaatsen op meest in Noord-Nederland. Tevens leidde hij zangkoren in Noord-Holland, waaronder een aantal in Purmerend en in de Beemster. In 1914 werd hij benoemd tot opvolger van Richard Boer in de functie van dirigent bij het harmonieorkest Stedelijk Muziekcorps Leeuwarden. Beiden hadden in 1912 ook al gesolliciteerd waarbij de keus op Boer viel, maar die bleek het orkest te laten versloffen door veel van zijn werkzaamheden te verschuiven naar de tweede dirigent. Paardekoper echter bouwde dat orkest, dat op de rand van de afgrond stond, om tot het symfonieorkest Symfonie Orkest Leeuwarden (SOL, 1917), via de Friese Orkestvereniging een indirecte voorouder van het Frysk Orkest is. Hij moest daarvoor een auditie doen voor een gemeenteraadscommissie, Wouter Hutschenruijter (1859-1943), dirigent te Utrecht en dirigent Glas uit Maastricht; hij werd uit vijftig kandidaten gekozen.
In 1920 werd hij organist van de Grote of Jacobijnerkerk aldaar en liet het dirigentschap los en werd opgevolgd door Willem Zonderland; wel bleef hij in het noorden des lands koren leiden, onder andere Concordia, De Straatzangers  en het Leeuwarder Mannenkoor in Leeuwarden. Hij was in Leeuwarden tevens muziekonderwijzer.
Hij componeerde ook meest koorwerken om ze vervolgens te kunnen uitvoeren met zijn eigen koren:
- Willem van Arkel, een cantate voor mannenkoor dat werd uitgegeven door Alsbach
- Vier liederen voor mannenkoor, uitgegeven door Tierolff
- De geuzen in den Bomlerwart, uitgegeven door De Gidts
- Avond
- Van een haan en een kikkertje, uitgegeven door de Nederlandse Koorvereniging
- Sa Teang en Sing Fisch (idem)
- Zomer om ’t land (idem)
- Er ging op zoeten min gesteld (idem)
- Lofpsalm (De Gidts)
- Feestcantate (Koninginnelied) (De Gidts)
- Intocht der lente voor mannenkoor met piano of orkest (De Gidts)
- Jan Maat op tekst van Jan Pieter Heye (J.Muusses)
- Laatste zonnestraal (periode Leeuwarden)
- Lentenachtfantasie (idem)